# Werneria (anfíbios)
Werneria é um gênero de sapos endêmico em Camarões e Guiné Equatorial.

## Espécies
| Nome Binomial e Autor                                     | Nome Comum |
| --------------------------------------------------------- | ---------- |
| Werneria bambutensis (Amiet, 1972)                        |            |
| Werneria iboundji Rödel, Schmitz, Pauwels & Böhme, 2004   |            |
| Werneria mertensiana Amiet, 1976                          |            |
| Werneria preussi (Matschie, 1893)                         |            |
| Werneria submontana Rödel, Schmitz, Pauwels & Böhme, 2004 |            |
| Werneria tandyi (Amiet, 1972)                             |            |

## Ligações Externas
- Frost, Darrel R. 2007. Amphibian Species of the World: an Online Reference. Version 5.1 (October 10, 2007). Werneria. Electronic Database accessible at http://research.amnh.org/herpetology/amphibia/index.php. American Museum of Natural History, New York, USA. (Accessed: May 8, 2008).
- AmphibiaWeb: Information on amphibian biology and conservation. [web application]. 2008. Berkeley, California: Werneria. AmphibiaWeb, available at http://amphibiaweb.org/. (Accessed: May 8, 2008).
- eol – Encyclopedia of Life taxon Werneria[ligação inativa] at http://www.eol.org.
- ITIS – Integrated Taxonomic Information System on-line database Taxon Werneria at http://www.itis.gov/index.html. (Accessed: May 8, 2008).
- GBIF – Global Biodiversity Information Facility Taxon Werneria at http://data.gbif.org/welcome.htm

pt:Werneria